# Werner Weidmann
Werner Weidmann (* 4. April 1931; † 21. Juni 2004 in Kaiserslautern) war ein deutscher Pädagoge und Autor.

## Biografie
1968 legte er an der Universität des Saarlandes seine Dissertation mit dem Titel Die pfälzische Landwirtschaft zu Beginn des 19. Jahrhunderts. Von der Französischen Revolution bis zum Deutschen Zollverein. vor.
Weidmann arbeitete als Studiendirektor an der Berufsbildenden Schule II – Wirtschaft und Verwaltung – in Kaiserslautern. Von 1971 bis 1987 leitete er das Wirtschaftsgymnasium dieser Schule.
Darüber hinaus war er Verfasser zahlreicher Beiträge zur Regionalgeschichte von Kaiserslautern und Umgebung.

## Veröffentlichungen (Auswahl)
- Die pfälzische Landwirtschaft zu Beginn des 19. Jahrhunderts. Von der Französischen Revolution bis zum Deutschen Zollverein. Institut für Landeskunde des Saarlandes, Saarbrücken 1968 (Hochschulschrift; Dissertation, Universität Saarbrücken)
- Streiflichter durch die Wirtschaftsgeschichte von Stadt und Landkreis Kaiserslautern und Umgebung. Arbogast, Otterbach-Kaiserslautern 1981, 2. erweiterte und durchgesehene Auflage, ISBN  3870220317
- Festschrift zur Einweihung des Schulzentrums Nord am 5. Juli 1983.[2]
- Schul-, Wirtschafts- und Sozialgeschichte der Pfalz.  Band 1. Verlag Franz Arbogast, Otterbach 1999, ISBN  3-87022-267-0
- Schul-, Medizin- und Wirtschaftsgeschichte der Pfalz.  Band 2. Verlag Franz Arbogast, Otterbach 2000, ISBN  3-87022-277-8
- Schul-, Wirtschafts- und Sozialgeschichte der Pfalz.  Band 3. Verlag Franz Arbogast, Otterbach 2002, ISBN 3-87022-301-4[3]
- Lina Pfaff. Vor 150 Jahren: Zum Geburtstag der Unternehmerin Lina Pfaff.[4]

In den Jahren 1966 bis 2001 hat Weidmann zahlreiche Artikel verfasst, die im Jahrbuch zur Geschichte von Stadt und Landkreis Kaiserslautern & Kaiserslauterer Jahrbuch zur pfälzischen Geschichte und Volkskunde
des Historischen Vereins Kaiserslautern – Bezirksgruppe Kaiserslautern im Historischen Verein der Pfalz e. V. veröffentlicht wurden.